# Altendorf (Alta Franconia)
Altendorf è un comune tedesco di 1 950 abitanti, situato nel land della Baviera.